# Hisako Toda
Hisako Toda (jap. 戸田 寿子, Toda Hisako; * um 1935) ist eine japanische Badmintonspielerin. 

## Karriere
Hisako Toda wurde 1955 erstmals nationaler Meisterin in Japan, wobei sie im Damendoppel mit Keiko Kobayashi erfolgreich war. Weitere Titelgewinne gelangen ihr 1956 und 1957 im Mixed mit Toshimichi Ishihara.

## Sportliche Erfolge
| Saison | Veranstaltung                | Disziplin   | Platz | Name                              |
| ------ | ---------------------------- | ----------- | ----- | --------------------------------- |
| 1955   | Japan: Einzelmeisterschaften | Damendoppel | 1     | Hisako Toda / Keiko Kobayashi     |
| 1956   | Japan: Einzelmeisterschaften | Mixed       | 1     | Toshimichi Ishihara / Hisako Toda |
| 1957   | Japan: Einzelmeisterschaften | Mixed       | 1     | Toshimichi Ishihara / Hisako Toda |

## Referenzen
- Japanische Badmintonmeisterschaften 1947-2004 (Memento vom 28. August 2007 im Internet Archive)
- Annual Handbook of the International Badminton Federation, London, 29. Auflage 1971, S. 222–223

| Personendaten    | Personendaten                 |
| ---------------- | ----------------------------- |
| NAME             | Toda, Hisako                  |
| ALTERNATIVNAMEN  | 戸田寿子 (japanisch)          |
| KURZBESCHREIBUNG | japanische Badmintonspielerin |
| GEBURTSDATUM     | um 1935                       |